# Gerd Zewe
Gerd Zewe (født 13. juni 1950 i Schiffweiler, Vesttyskland) er en tidligere tysk fodboldspiller (midtbane/forsvarer).
Han spillede størstedelen af sin karriere hos Fortuna Düsseldorf i Bundesligaen, hvor han var tilknyttet i 15 sæsoner og spillede 440 ligakampe. Hans sidste sæson blev tilbragt hos Kickers Würzburg. Med Fortuna var han med til at vinde den tyske pokalturnering to år i træk.
Zewe spillede desuden fire kampe for Vesttysklands landshold. Han blev udtaget til VM i 1978 i Argentina, men kom dog ikke på banen i turneringen.

## Titler
DFB-Pokal
- 1979 og 1980 med Fortuna Düsseldorf